# Paula Ivan
Paula Ivan (dekliški priimek Ionescu, kasneje Ilie), romunska atletinja, * 20. julij 1963, Herăști, Romunija.
Nastopila je na poletnih olimpijskih igrah leta 1988 ter leta osvojila naslov olimpijske prvakinje v teku na 1500 m in podprvakinje v teku na 3000 m. 10. julija 1989 je postavila svetovni rekord v teku na miljo s časom 4:15,61, veljal je do leta 1996.